# Битка на Соми
Битка за Сому је била највећа битка Првог светског рата, имала је више од милион зараћених војника избачених из строја. Британске и француске снаге су покушале да се пробију кроз немачке линије које су се протезале дуж 40 км дугачког фронта који је ишао северно и јужно од реке Соме у северној Француској. Један од циљева ове битке био је да одвуче немачке снаге из битке за Верден или попусти њихов притисак (циљ који је на крају и био испуњен); али, на крају су губици ове битке премашили губитке битке за Верден.
Сећање на битку се највише везује за њен први дан, 1. јул 1916. године, у којем је из строја британске армије избачено 57.470 војника, од којих је било 19.240 убијених или умрлих од последица рањавања. До данас је ово дан са највећим губицима у историји британске армије.
Иако је у британском памћењу, Битка на Соми остала у стравичном сећању, она је такође била страховит ударац за немачку војску; један официр је описао битку познатим ријечима као „муљевити гроб њемачке копнене војске“. Током битке на Соми, британске снаге су научиле пуно лекција о модерном ратовању, док су њемачке снаге претрпјеле ненадокнадиве губитке. Званични британски историчар, Сер Џејмс Едмондс, је изјавио да „није превише тврдити да су темељи завршне побједе на западном фронту постављени током битке на Соми године 1916."
Цивилно становништво у Британији је по први пут видјело ужасе модерног рата са издањем пропагандног филма, Битка на Соми који је користио снимке првог дана битке.

## Увод
Савезничка стратегија за 1916. годину је већином дефинисана током конференције у Шантилу 6. децембра, 1915. када је одлучено да се изврше симултане офанзиве са руске стране на истоку, Италијана на Алпима, и комбинованих англо-француских снага за западном фронту, које су имале за циљ напад на централне силе са свих страна.
Током краја децембра мјесеца 1915, генерал Даглас Хејг је замијенио генерала Џона Френча као главног команданта Британских експедиционих снага. Хејг је фаворизирао британску офанзиву у Фландрији; због тога што је то подручје било близу линије снабдевања самих британских експедиционих снага преко енглеског канала, и имала је за циљ да одбаци њемачке снаге од сјеверно морске обале Белгије, са које су њемачке подморнице била пријетња Британији. Ипак, мада није било званичног договора, британске снаге су биле млађи партнер на западном фронту и требало је да се прилагођавају француској политици. У јануару 1916, француски командант, генерал Жозеф Жофр, се сложио да Британске експедиционе снаге начине главни напор у Фландрији, али након каснијих расправа у фебруару, одлука је преиначена у комбиновану офанзиву у којој би се француска и британска армија среле са супротних страна реке Соме у Пикардији.
Планови за заједничку офанзиву на Соми једва да су почели да се реализују, када су Немци започели битку за Верден 21. фебруара, 1916. Након што су се Французи посветили одбрани Вердена, њихова могућност да се држе своје договорене улоге током планиране офанзиве је нестала, и цијели терет се пребацио на британске снаге. Како су борбе код Вердена потрајале, циљ офанзиве на Соми се промијенио од задавања одлучујућег ударца њемачкој, на олакшавање притиска на француску армију.
У 1916. години, британској армији у Француској опасно је недостајало искуство у ратовању. Почетна Британска редовна армија, снаге шест дивизија на почетку рата, је била ефективно уништена у биткама 1914. и 1915. године. Већину британске армије су сад чинили добровољци из Територијалних снага и нова армија лорда Херберта Киченера која се почела формирати августа 1914. Проширење армије је захтијевало генерале за старије командире, тако да је промоција ишла запрепашћујућом брзином, и није увијек одражавала стварну способност. Чак и сам Хејг је ушао у Први светски рат као командир британског првог корпуса, прије него што је командовао британском првом армијом, затим експедиционе снаге у Француској, ефективно групу армија, сачињену од четири армије (убрзо пет) састављене од укупно 60 дивизија.
Средином 1916. године, Фокер Скоурџ је био завршен Краљевски летачки корпус је успоставио ваздушну доминацију изнад фронта Соме. Овдје је британско ратно ваздухопловство је имало 10 ескадрила са 185 авиона против њемачке снаге од 129 авиона. Снаге Британаца су водиле агресивну офанзивну политику која им је омогућила да врше корекцију атриљеријске ватре, уз помоћ авиона или балона, док су истовремено спречавали њемачке снаге да саме спроводе исто. Та се ситуација задржала до септембра када су Нијемци увели у битку нове авионе, и баланс снага се опет промијенио у корист њемачких снага.

## Први дан битке
Првом дану битке је претходило седам дана припремне артиљеријске ватре у којој су британске снаге испалиле преко 1,5 милиона граната. Десет тунела напуњених минама је такође ископано испод немачких линија фронта и утврђених тачака. Три највећа тунела су садржала око двадесет тона експлозива.
У напад је требало да крене тринаест британских дивизија (11 из IV британске армије и два из III британске армије) северно од реке Соме и шест дивизија VI француске армије са јужне стране реке. Са друге стране налазила се II немачка армија под командом генерала Фрица фон Белофа (Fritz von Below). Осовина напретка била је усредсређена на стари римски друм који је ишао од Албера према западу до Бапома, места удаљеног 19 км североисточно.
Тренутак напада у бици за Сому је био 07:30 ч, 1. јула 1916. године. Десет минута пре тога, у 07:20 ч, тунел са минама, Хоуторн Риџ утврђења, је дигнут у ваздух. Осам минута касније остатак тунела са минама је такође детониран (изузев минираног тунела на Касино Поинту, због кашњења). У самом тренутку напада завладала је кратка тишина, док је артиљерија усмеравала своје цеви ради отварања ватре на следећу линију циљева. Када је артиљеријска ватра почела опет, официри су дунули у пиштаљке позивајући први талас пешадије да изађе из ровова.
Пешадија је била натоварена са по 32 килограма опреме. У неким случајевима је издата наредба да се формирају таласи и да се ходајући напредује према циљевима. на осталим деловима фронта јединице су испузале у простор између ровова ("ничија земља") раније, те су могли да нападну предње немачке ровове оног тренутка кад је паљба престала. Упркос жестоком бомбардовању, велики број немачких бранилаца је преживео, заштићен у дубоко укопаним заклонима, и они су успели да нанесу велике губитке рањивој пешадији у нападу.
Северно од Алберт-Бапом друма, Британци су доживели неуспех у нападу. На неколико места упали су у немачки фронтални рововски систем, или чак линију одржавања, али било их је премало да би се ту одржали у немачком контранападу. Како се немачка артиљеријска ватра се усмерила на подручје ничије земље, постало је немогуће да се појачање пробије до њих или да се врате. Комуникација је била јако лоша и команданти често нису знали како се развија битка. Погрешан извештај да је 29. дивизија успела на Бомон Хамелу узроковао је да се резервној бригади нареди да иде напред да их подржи. Прва Њуфаундленд пуковнија, величине батаљона, није могла да дође до предњих ровова, тако да је напредовала из резервних ровова. Већина батаљона је нестало пре него што су прешли линију фронта и имали су 91% жртава. Од 801 војника само 67 се вратило неповређено.
Британски напредак са стране Албер-Бапом друма такође је био неуспешан, иако су експлодирале две мине на Ла Буаселу. Други трагичан напредак доживела је Танесајд ирска бригада 34. дивизије, која је кренула једну миљу од немачке фронталне линије. Могла је јасно видети немачка митраљеска гнезда. Били су збрисани пре него што су успели да стигну до својих предњих ровова.
На сектору јужно од друма, француске дивизије су имале више успеха. Ту је немачка одбрана била релативно слаба, а француска артиљерија, која је била бројнија и искуснија од британске била је јако ефикасна. Од града Монтобана до реке Соме остварили су све циљеве првог дана. Иако је француски XX корпус требало да има само улогу подршке у том сектору, они су заправо предводили. Јужно од Соме, француска војска се исто добро показала, изнад зацртаних циљева.
Први колонијални корпус кренуо је из својих ровова у 9:30 ч, као део плана да се заварају Немци, да имају лажни осећај сигурности. Та варка је била успешна, тако да су успешно напредовали на томе делу фронта. За једна сат они су заузели Фај, Домпјер, Бекинкор и успоставили су упориште на Флако платоу. Цела немачка прва линија је била у француским рукама. До 11:00 ч успели су да заузму и другу линију означену са Асевилером, Хербекуром и Фејером. Десно од колонијалног корпуса напао је и XXXV корпус у 9:30 ч, али пошто је имао само једну дивизију напред напредовао је много мање. Ипак сви циљеви првога дана били су остварени. Немачки први ровови били су потпуно уништени. На северној обали Французи су напредовали 1500 метара, а на јужној 2 км.
Ипак први дан битке на Соми представљао је неуспех јер Британци су имали:
- 19.240 мртвих,
- 35.493 рањена,
- 2.152 нестала и
- 585 заробљених.

Укупни губитак је био 57.470 војника, од чега 19.240 мртвих. Почетни губици посебно су били велики међу официрима, који су још увек били различито обучени од војника, па су их Немци лакше препознавали. Тачан број немачких жртава првога дана битке није познат, јер Немци су приказивали губитке у периоду од 10 дана. Процењује се да су имали 8.000 жртава и 2.200 заробљеника. Највећи диспаритет британских и немачких губитака био је у Овијеру, где је британска 8. дивизија имала 5.121 жртву, док су Немци ту имали 280 жртава.

## Анализа битке и сведочења учесника
Главни кривац за овакав крах је британска артиљерија, која није била способна да пресече немачку бодљикаву жицу како треба, а ни да развали немачке укопане положаје, нити да ућутка немачке митраљезе. Још један важан разлог дебакла била је брзина кретања британског артиљеријског баража, за којим је британска пешадија наступала: било је предвиђено да пљусак граната сузбије немачку одбрану тако да пешадија безбедно прође кроз прву, а затим и кроз другу линију немачке одбране. Међутим, бараж је одмицао напред знатно брже но што је пешадија могла да трчи. Ово је Немцима дало времена да изађу из својих дубоко укопаних склоништа, да се распореде по рововима, и да пушкама и митраљезима измасакрирају Британце који још нису стигли до немачких ровова.
Необична, али истинита чињеница је, да је британски командант који је командовао овом офанзивом на Соми, генерал Хенри Ролинсон савршено добро знао, и то још од 1915. године за овај проблем. Наиме, описујући како је био изведен један британски напад 1915. године, Ролинсон је у писму од 21. јуна 1915. године објаснио да "наша артиљеријска припрема... није имала жељено дејство на непријатеља, па је на већем делу фронта непријатељ успео да уђе у своје ровове и почне дејство пре но што је наша пешадија успела да стигне до њих." У истом том писму Ролинсон понавља своју анализу: "У те своје дубоко укопане подруме непријатељске трупе су се повукле током наше канонаде, а онда у тренутку покрета наше пешадије хитно изашао одатле и расподелио се по рововима, не претрпевши скоро никакве губитке од паклене наше ватре којом смо их били засули. Мислим да је то био главни разлог неуспеха." Невероватно је да ни генерал Ролинсон и његов претпостављени фелдмаршал сер Даглас Хејг нису могли да појме да је британска канонада пре битке на Соми, која је била много јача и импресивнија од оне 1915. године могла Немцима да пружи прилику да је преживе. Године 1916. пуцало је 2207 топова, читавих недељу дана пре пешадијског јуриша, испаливши укупно 1.700.000 граната, а онда 1. јула 1916. године, дакле првог дана битке, непосредно пре пешадијског напада, још око 600.000 граната. Сигурно се Хејгу и Ролинсону учинило да ће ова огромна количина граната отворити поуздан пут ка успеху. Међутим, као што се толико пута поновило током Првог светског рата, способност бранилаца да се врло дубоко укопају да би избегли дејство пројектила, затим и непрецизност артиљерије, неискуство у организовању офанзива, и тешкоће у тачном координирању пешадијског напада са артиљеријским дејством, довеле су до пропасти подухвата.
Ево сведочења очевидаца и непосредних учесника битке на Соми:
Тридесет минута пре јуриша, британски пилот Сесил Луис надлетао је ратиште у „контакт-патроли":
„Још само пола сата до почетка! Читав овај истурени део фронта, од Бомонт Хамела до мочвара Соме, прекривен је, и то неколико стотина метара у дубину, прекривачем од беле вуне - то је дим од експлодираних граната! Највећа канонада у овом рату, највећа у историји света. Казаљке часовника вуку се полако напред, а думбарање граната достиже нов интензитет. Сада је то једна непрекидна вибрација, ако Вотану овај наш шупљи свет служи као бубањ, па он по њему удара толико да Земљина кора подрхтава. Ништа не може остати живо под овом кишом челика који се распрскава.“
Дакле, овакви утисци пилота Сесила Луиса подржавају претпоставку да су генерал Ролинсон и фелдмаршал Хејг били, напросто, импресионирани самим визуелним изгледом канонаде. Луис, међутим, истог дана у свој дневник бележи и ово: „Са наше тачке гледишта, апсолутни неуспех. Види се много активних немачких батерија, комплетну информацију о свакој послали смо путем радија, али, ништа, наша артиљерија уопште не погађа те координате. Мора бити да негде постоји неки колосални пропуст у координацији.“ Луис је ту потпуно у био праву, јер је једини британски против-батеријски задатак тог дана био скоро у целости неиспуњен.
Хенри Вилијамсон (енгл. Henry Williamson), млађи официр у британској 8. дивизији, која је 1. јула 1916. године нападала у правцу Овијеа (фр. Ovillers), забележио је своје утиске:
„Видим како људи устају и крећу ходом напред; и ја с њима полазим, у једном стакленом делиријуму, где видимо да неки од нас као да застану, погну главу, и пажљиво се спусте на колена, и превале се на једну страну, и леже непомично. Други се ваљају и котрљају, урличући, и у највећем страху ме грабе за ногавице, а ја морам да се отржем од њих, а прашина и блато на мом огртачу полако мењају боју, из сиве у црвену. 
Јурим даље, већ ме боле ноге, мало узбрдо, мало низбрдо, и мој талас се топи, али стиже нас други талас, који се такође топи, а онда се трећи стапа са остацима првог и другог, и после неког времена и четврти талас срља у остатке претходних, а ми трчимо да сустигнемо наш артиљеријски бараж, сасвим задихани и презнојени, овде групица - тамо групица, а сви онолики месеци дрила и увежбавања сад су заборављени, јер нико није могао очекивати да ће „Велика навала“ (енгл. Big Push) изгледати овако?“
Вилијамсово сведочење указује како је изгледао тај пешадијски систем напада у таласима, и колико се изгинуло. Немачки учесник у тој истој бици, бранилац Овијеа, припадник 108. пука, поменути догађај је доживео из друге перспективе:
„У 07:30 часова, ураган граната је престао онако изненада као што је и почео. Наше људство је одмах јурнуло уз стрма окна која су водила из укопаних склоништа. Извлачили су са собом и митраљезе, и журно их постављали на положаје, а други су са степеништа вукли тешке сандуке са муницијом, до митраљеза ... И тек што смо се поставили на положај, видесмо како из британских ровова излази прво једна широка линија, па за њом још неколико таквих. Прва линија простирала се толико далеко у леву и десну страну да се чинило да јој нема краја. После прве, из ровова је брзо изашла друга линија, па трећа и четврта. Ишли су постојаним кораком као да мисле да у нашим предњим рововима неће затећи ништа живо ... Неколико минута касније, кад је прва линија британске пешадије била на неколико стотина метара од нас, затрештала је наша пушчана и митраљеска ватра, дуж целе наше позиције, која је била сва у рупама од граната. Неки од нас су се придигли на једно колено да би тачније гађали преко неравног терена; други су, понети узбуђењем, напросто устали, и не марећи за своју сопствену безбедност, стојећи гађали гомилу људи испред нас. Црвене сигналне ракете појуриле су у плаво небо, као сигнал артиљерији, и већ у следећим тренуцима огроман број граната је зафијукао кроз ваздух и почео да се распрскава међу наступајућим Британцима. Они су падали, читави сегменти линија одједном ... Под овим пљуском граната и метака, њихов напад се брзо расипао. Видело се дуж читаве линије како дижу руке, падају и остају непомични заувек. Тешко рањени су се превијали у агонији, а други, лакше рањени, пузали су ка најближим рупама од граната, да ту нађу заклон.“
Овај немачки извештај указује на који начин је британски напад пропао 1. јула 1916. године и, истовремено, како су немачки браниоци искористили кратере од граната као заклон од евентуалне настављене артиљеријске ватре. Поред тога, Немци су установили да британски систем напада у таласима нуди одличну мету њиховим топовима, митраљезима и пушкама. Па ипак, Французи су у том истом нападу, само нешто јужније, прошли далеко боље: толико боље да су, заправо освојили, све своје зацртане циљеве, док су Британци запосели нешто терена само на свом десном, јужном крилу. Британци су имали 4000 мртвих војника по дивизији, а Французи само по 450. Овакав огроман диспаритет се може објаснити само тиме да су Французи били вишеструко јачи са артиљеријом; нпр., јужно од Соме гађали су из 85 тешких батерија, против само 8 немачких тешких батерија. Осим тога, Французи су нешто већ били научили на Вердену (фр. Verdun), наиме да треба форсирати своју ватрену силу, а не гурати уместо ње живу силу; па, ако је рецимо код неког села, као што је то било село Курлу, отпор био јак, они нису траћили своје животе у континуираним нападима на исто место, него су прво артиљеријом дословно разбили читаво село, па тек онда полазили у још један напад. Слично томе, Французи су претрчавали напред у малим групама, од заклона до заклона, све време покривани јаком ватреном подршком својих снага, а нису устајали да пешаче напред постројени у линију, као Британци. Поред тога, пустили су Британце да истрче први и тек кад су Немци на британском сектору убацили резерве, два сата касније су напали; најзад, имали су равнији терен, а не, као Британци, серију брежуљака и гребена испред себе. Артиљерија је, међутим, стварно пресудила у корист Француза.
После таквог 1. јула, и Британци и Французи су наставили да нападају, али то су биле углавном офанзиве малих размера; трошило се људство, освајао се терен, али никада напредовање није било брже но што би Немци успевали да ископају још многе следеће и даље линије рововске одбране. У новембру 1916. године савезничка кампања на Соми је била заустављена, а до тог тренутка Британци су на том ратишту имали око 420.000 мртвих и рањених, Французи око 200.000, а Немци око 500.000.

## Промене у немачкој концепцији до којих је довела битка на Соми
Иако је битка на Соми очигледно скупо коштала Антанту, и нова немачка Врховна команда, на чијем челу су били фелдмаршал Паул фон Хинденбург и генерал Ерих Лудендорф, морала се потрудити да смањи губитке у људству. За ово су смислили једну нову немачку дефанзивну политику на Западном фронту, и одобрили, крајем 1916. године нов систем дубинске одбране.
По овом систему, не брани се баш сама прва линија, свој први ров, по сваку цену, него се брани цела једна дубока зона, као једна целина. Ова област била је подељена у три зоне - предњу или истурену зону, затим бојну зону, и задњу или противнападну зону. Кад би нека савезничка офанзива задрла дубоко у главну, бојну зону, савезнички војници су већ били уморни јер су прешли велико растојање, а савезничка артиљерија више није била у могућности, на толикој даљини, да тачно делује. Поред тога, бојну зону су покривала митраљеска гнезда тако распоређена да су се њихова поља ватре преклапала - као камење у потоку - тако да је напредовање савезничке пешадије било врло тешко. А онда би кретао немачки противнапад: пристижу свеже немачке јединице за ту сврху, догађаји су сада тачно тамо где ће немачка артиљерија најбоље дејствовати, тј. у оптималном домету, и ускоро Немци поново запоседају сву ону територију коју су на почетку морали да напусте.